# 吉瀋片
吉沈片是东北官话的一个方言片，分布在辽宁省中东部、吉林省东部以及黑龙江省东南部，其下又分蛟宁、通溪、延吉三个小片。

## 特征
吉沈片区别于其他东北官话的特征，在于普通话的开口零声母字，如“鹅爱矮袄藕”等，吉沈片仍读零声母。
吉沈片内部各小片的划分标准是普通话读[ʈ͡ʂ ʈ͡ʂʰ ʂ]声母的字（即汉语拼音zh ch sh），蛟宁小片自由变读为[ʈ͡ʂ ʈ͡ʂʰ ʂ]或[t͡s t͡sʰ s]，通常以[ʈ͡ʂ ʈ͡ʂʰ ʂ]居多；通溪小片读作[t͡s t͡sʰ s]；延吉小片内部分歧较大，有的全读[t͡s t͡sʰ s]，有的全读[ʈ͡ʂ ʈ͡ʂʰ ʂ]，有的自由变读，无规律性。这一特征在年轻人中已不再清晰。